# Rendszerszoftver

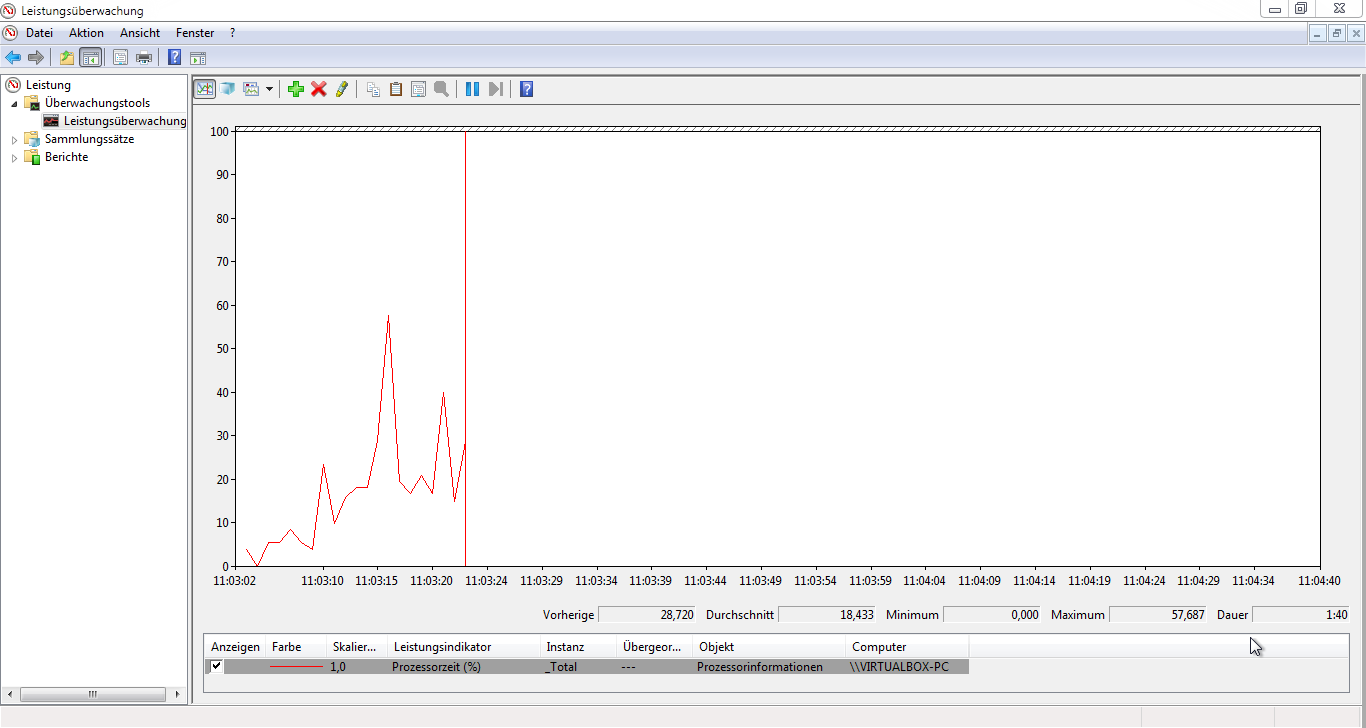
7A Windows 7 rendszermonitorja egy tipikus rendszerszoftver

A rendszerszoftver olyan szoftver, amely platformot biztosít más szoftverek számára. A rendszer szoftver példái közé tartoznak az operációs rendszerek (OS), mint például a macOS, a Linux, az Android és a Microsoft Windows.
Az alkalmazásszoftver lehetővé teszi a felhasználók számára, hogy felhasználóközpontú feladatokat végezzenek, például szöveges dokumentumokat hozzanak létre, játékokat játsszanak vagy fejlesszenek, prezentációkat készítsenek, zenét hallgassanak, képeket rajzoljanak, vagy az interneten böngésszenek. Az ilyen szoftverek példái közé tartoznak a számítástechnikai tudományos szoftverek, játékmotorok, keresőmotorok, ipari automatizálási szoftverek és a szolgáltatásként nyújtott szoftverek (SaaS).
Az 1940-es évek végén az alkalmazásszoftvert egyedi igényekre szabva, a számítógép-felhasználók írták meg, hogy megfeleljen az adott hardverüknek és követelményeiknek. A rendszer szoftvert általában a számítógép hardverének gyártója biztosította, és az volt a célja, hogy a rendszer legtöbb vagy összes felhasználója számára elérhető legyen.
Sok operációs rendszer előre telepített alapvető alkalmazásszoftverekkel érkezik. Ezek a szoftverek azonban nem tekinthetők rendszer szoftvernek, ha eltávolíthatók anélkül, hogy más szoftverek működését befolyásolnák. Például ilyenek a Microsoft Windows-hoz mellékelt játékok és egyszerű szerkesztő eszközök, vagy a Linux disztribúciókhoz mellékelt szoftverfejlesztő eszközkészletek.
Néhány esetben nehéz meghatározni, hogy egy szoftver rendszer- vagy alkalmazásszoftver-e. Például a mélyen az operációs rendszerbe integrált webböngészők, mint az Internet Explorer bizonyos Microsoft Windows verziókban, vagy a ChromeOS, ahol a böngésző az egyetlen felhasználói felület, és az egyetlen mód a programok futtatására (vagy más webböngészők helyettesítik ezeket).

## Operációs rendszerek vagy rendszervezérlő programok
Az operációs rendszer lehetővé teszi a számítógép részeinek együttműködését olyan feladatok elvégzésével, mint például az adatok átvitele a memória és a háttértárak között, vagy a kimenet megjelenítése egy kijelző eszközön. Emellett egy platformot biztosít (hardverabsztrakciós réteget), amely lehetővé teszi magas szintű rendszer- és alkalmazásszoftverek futtatását.
A kernel az operációs rendszer magja, amely meghatározza az alkalmazásprogramozási interfészt (API) az alkalmazásprogramok (beleértve bizonyos rendszer szoftvereket is) számára, valamint egy interfészt biztosít az eszközillesztők számára.
Az eszközillesztők és a firmware (beleértve a számítógép BIOS-át vagy UEFI-jét) biztosítják az alapvető funkcionalitást a számítógéphez csatlakoztatott vagy abba beépített hardverek működtetéséhez és vezérléséhez.
A felhasználói felület (user interface) biztosítja a számítógéppel való interakciót. Ez lehet:
- Parancssoros felület (CLI), amely szöveges parancsokkal működik,
- vagy, az 1980-as évektől kezdődően, grafikus felhasználói felület (GUI).

Ez az operációs rendszer azon része, amellyel a felhasználó közvetlenül kapcsolatba lép. Fontos megjegyezni, hogy a felhasználói felület alkalmazásnak tekintendő, és nem rendszer szoftvernek.

## Segédprogramok vagy rendszer-támogató programok
Egyes szervezetek a rendszerprogramozó kifejezést használják egy olyan munkakör leírására, amely pontosabban rendszeradminisztrátorként határozható meg. Az ezekben a munkakörökben dolgozók által használt szoftvereszközöket gyakran rendszer szoftvernek nevezik.
A segédprogramok (utility software) segítenek a számítógép elemzésében, konfigurálásában, optimalizálásában és karbantartásában, például vírusvédelem biztosításával.
A „rendszer szoftver” fogalma magában foglalhat olyan szoftverfejlesztési eszközöket is, mint például fordítók (compiler), linkelők (linker) vagy hibakeresők (debugger).

## Fordítás
- Ez a szócikk részben vagy egészben  a   System software című angol Wikipédia-szócikk fordításán alapul.  Az eredeti cikk szerkesztőit annak laptörténete sorolja fel. Ez a jelzés csupán a megfogalmazás eredetét és a szerzői jogokat jelzi, nem szolgál a cikkben szereplő információk forrásmegjelöléseként.